# جونيفييف وايت
جونيفيف وايت (بالإنجليزية: Geneviève Waïte)‏ (13 فبراير 1948-18 مايو 2019) كانت مُمثلة ومُغنية وعارضة أزياء جنوب أفريقية. من أهم أدوارها السينمائية كان أداؤها دور البطولة في الفيلم البريطاني «جوانا» سنة 1968. أما في مجال عرض الأزياء، فقد شاركت وايت سنة 1971 في جلسة تصويرية لمجلة فوغ أطرها المُصور الفوتوغرافي ريتشارد أفيدون. في سنة 1974، سجلت جونيفيف ألبومها الوحيد كمُغنية.

## حياتها الشخصية
تزوجت جونيفييف وايت لأول مرة من ماثيو رايش وكان ذلك في 10 ديسمبر 1968. بعد ذلك، تزوجت وايت من الموسيقار جون فيليبس في 31 يناير 1972. رُزق الزوجين بطفلين هُما المُمثل تامرلين فيليبس (مواليد 1971) والمُمثلة بيجو فيليبس (مواليد 1980). انفصل الزوجان عام 1985، وتزوجت وايت لاحقًا من نورمان بونتاين، لكن زواجها من هذا الأخير لم يدم طويلا.

## أفلامها
- فيلم جوانا (1968) في دور «جوانا».[5]
- فيلم موف (1970) في دور «الفتاة».
- فيلم ميرا بريكنريدج (1970) في دور «مريضة الأسنان».
- فيلم الرجل الذي سقط على الأرض (1976).
- فيلم مسافة قصيرة (1989) في دور مونا.

## الموسيقى
أنتج زوج وايت الثاني جون فيليبس والذي كان سابقًا عُضوا في فرقة موسيقى الروك الشعبية (بالإنجليزية: The Mamas and the Papas)‏، أنتج لوايت ألبومها الأول سنة 1974 وقد حمل عُنوان (بالإنجليزية: Romance Is on the Rise)‏.

## وفاتها
في 18 مايو 2019، تُوفيت وايت أثناء نومها في منزلها في لوس أنجلوس في كاليفورنيا. أعلنت ابنتها بيجو عن وفاة والدتها بعد ذلك بعدة أيام.

## روابط خارجية
جونيفييف وايت على موقع IMDb (الإنجليزية)
- جونيفييف وايت على موقع ميوزك برينز (الإنجليزية)
- جونيفييف وايت على موقع أول ميوزيك (الإنجليزية)
- جونيفييف وايت على موقع ديسكوغز (الإنجليزية)
- جونيفييف وايت على موقع قاعدة بيانات الفيلم (الإنجليزية)